# Дом-музей Сергея Параджанова
Дом-музей Сергея Параджанова (арм. Սերգեյ Փարաջանովի թանգարան) — музей в Ереване, посвящённый советскому армянскому режиссёру и художнику Сергею Параджанову. Один из самых популярных музеев города. Адрес: Ереван, улица Дзорагюх, 15-16.

## История
Музей был создан в 1988 году, после первой выставки в Музее народного искусства Армении. Переехавший в Ереван Параджанов сам выбрал место (этнографический квартал Дзорагюх в Ереване) для собственного дома и музея и проект строительства.
Из-за Спитакского землетрясения 1988 года и социально-экономических проблем музей был открыт только в июне 1991 года, через год после смерти Параджанова.
Основатель и директор музея Завен Саркисян. Музей является одним из культурных центров Еревана, известен своими выставками, публикациями и почётными приёмами (в том числе ежегодными собраниями гостей Международного Ереванского кинофестиваля). Музей посещали Пауло Коэльо, Вим Вендерс, Михаил Вартанов, Тонино Гуэрра, Энрика Антониони, Атом Эгоян, Никита Михалков, Владимир Путин, Александр Лукашенко, Евгений Евтушенко, Арнольд Рюйтель, Валдас Адамкус, Тарья Халонен, Дональд Кнут и другие.

## Экспозиция

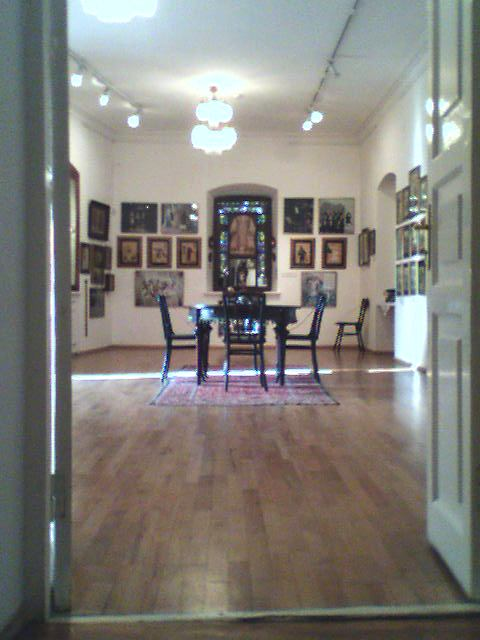
Один из залов музея

Музей расположен в традиционном кавказском двухэтажном доме со внутренним двориком и деревянной галереей.
Коллекция музея представляет разнообразное художественное и литературное наследие Параджанова и состоит из примерно 1400 экспонатов, включая обстановку тбилисского дома Параджанова и личные вещи, переведённые в Ереван по его воле ещё при жизни; инсталляции, коллажи, ассамбляжи, рисунки, куклы и шляпы. В музее также представлены неопубликованные сценарии, либретто и различные произведения искусства, которые Параджанов создал, находясь в заключении. Например, представлены «талеры», которые Параджанов сделал из крышек от кефирных бутылок, сидя в Лукьяновской тюрьме. Среди других экспонатов музея две воссозданные мемориальные комнаты, оригинальные плакаты, призы фестивалей, письма от Федерико Феллини, Лили Брик, Андрея Тарковского, Михаил Вартанова и Юрия Никулина, подарки от известных посетителей, Тонино Гуэрра, Владимира Путина и Романа Балаяна, который является автором фильма «Ночь в музее Параджанова». Музей использует художественные и экспозиционные принципы самого Параджанова.
Музеем организовано около 50 выставок, в том числе в Каннах, Афинах, Токио, Москве, Риме, Тегеране, Голливуде и т. д.

## Галерея

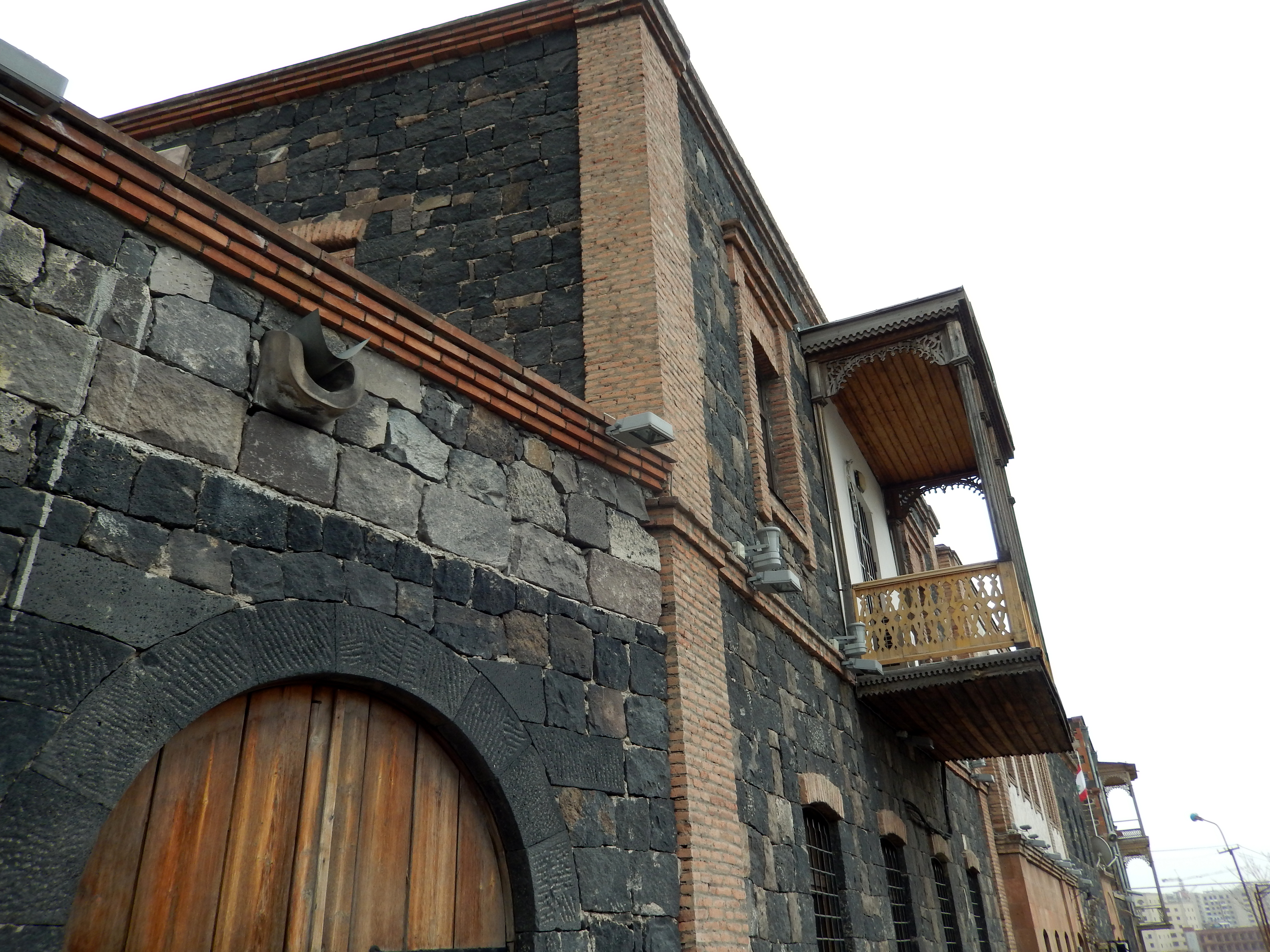
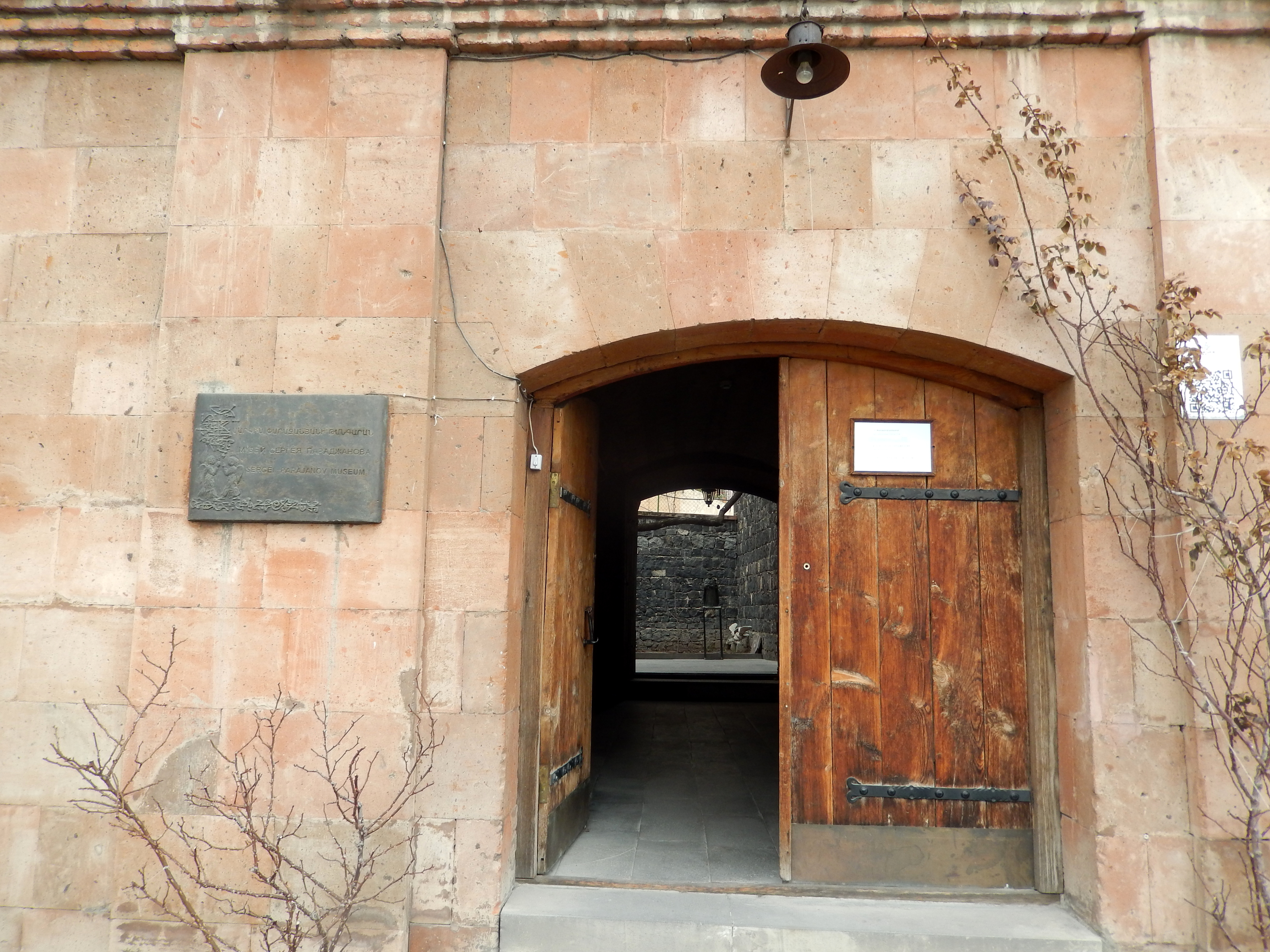
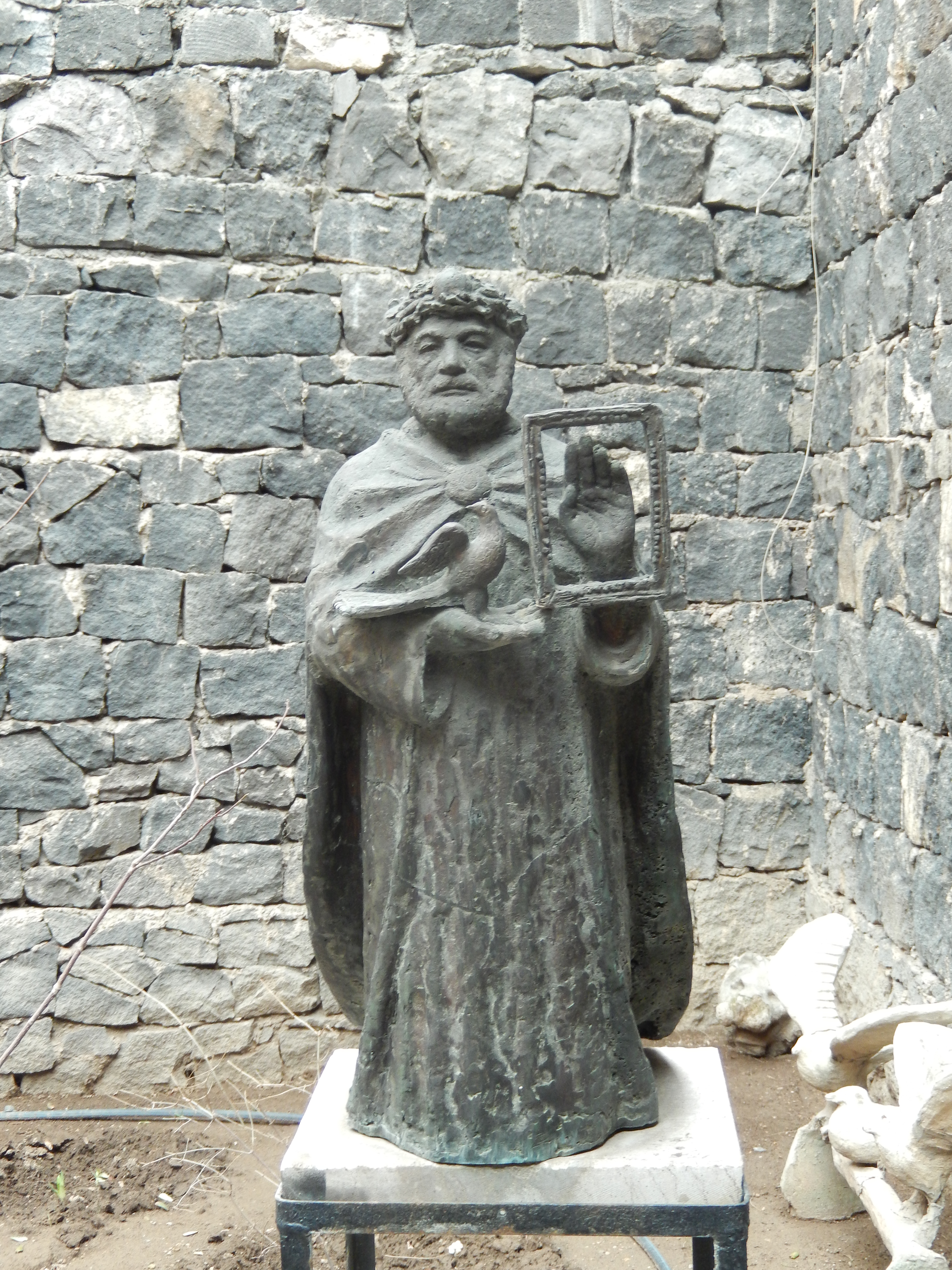
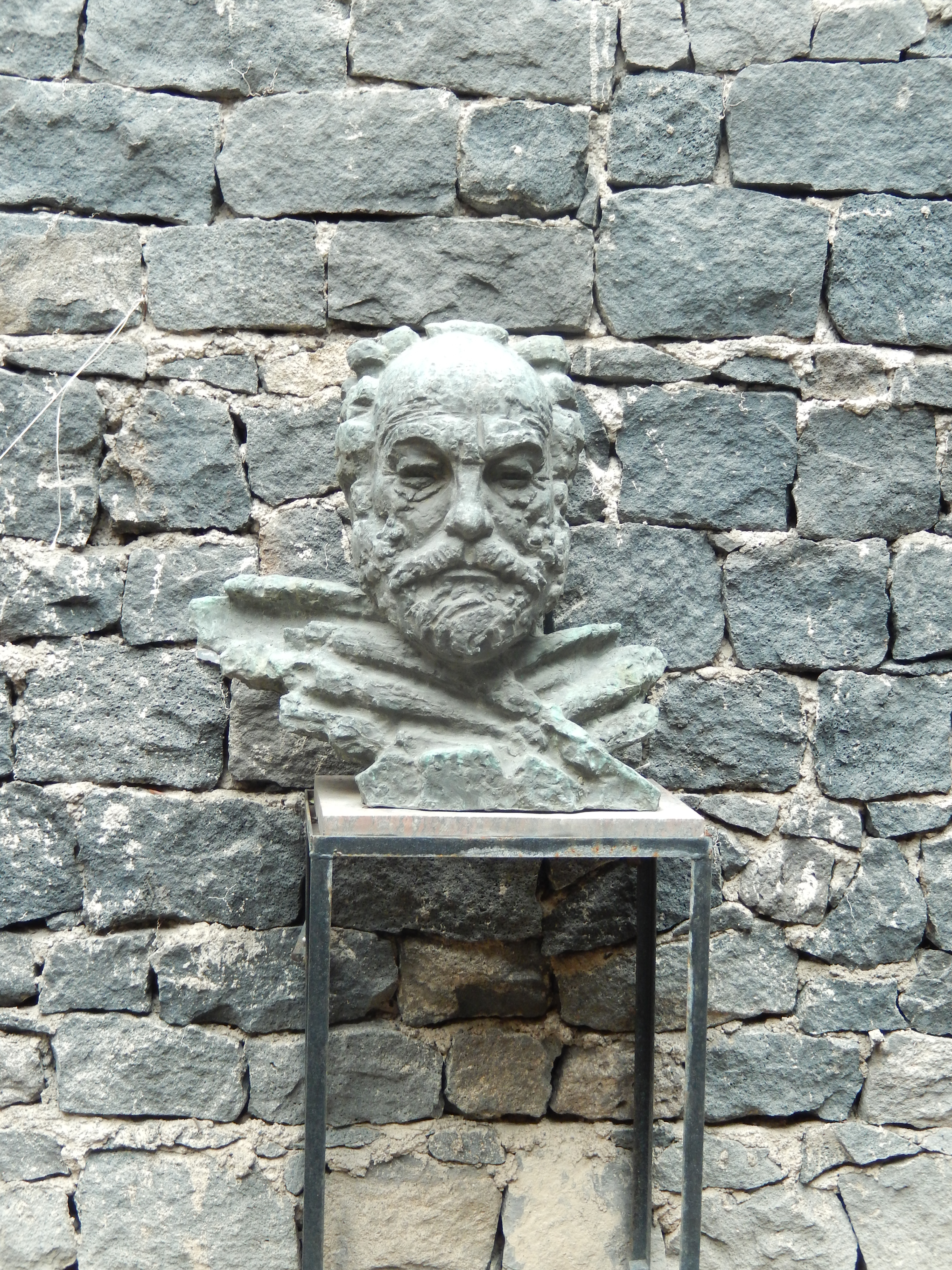
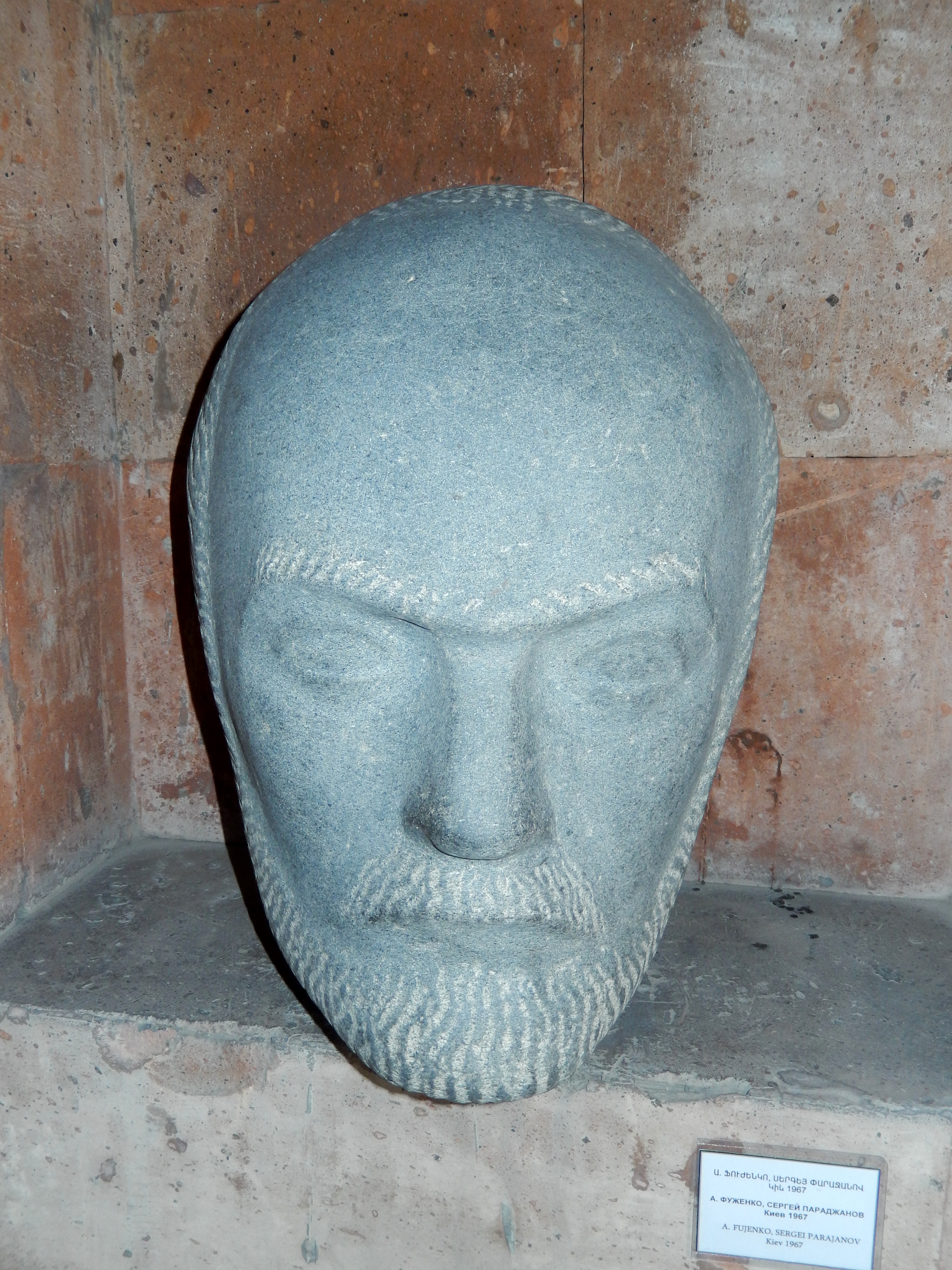
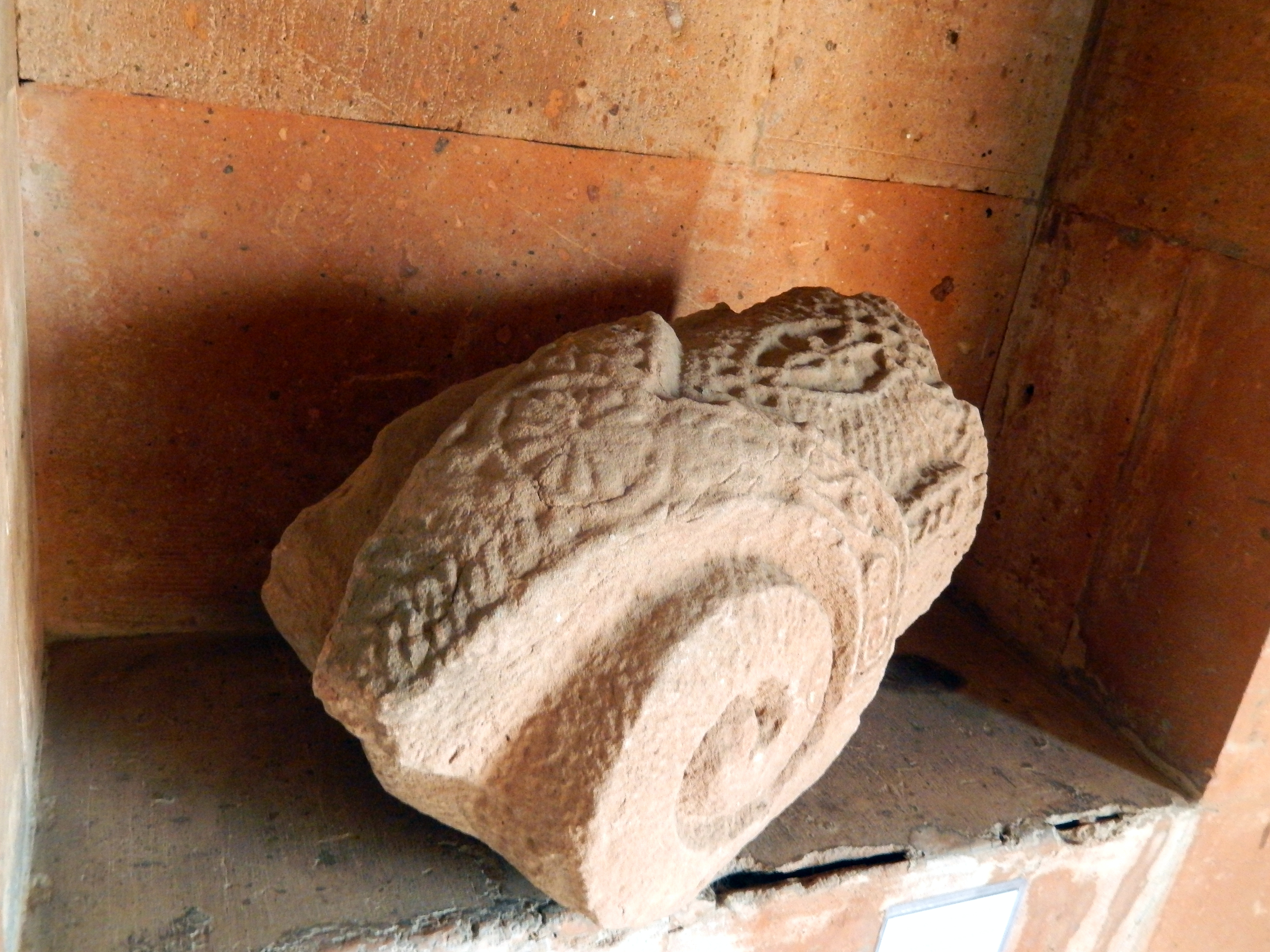
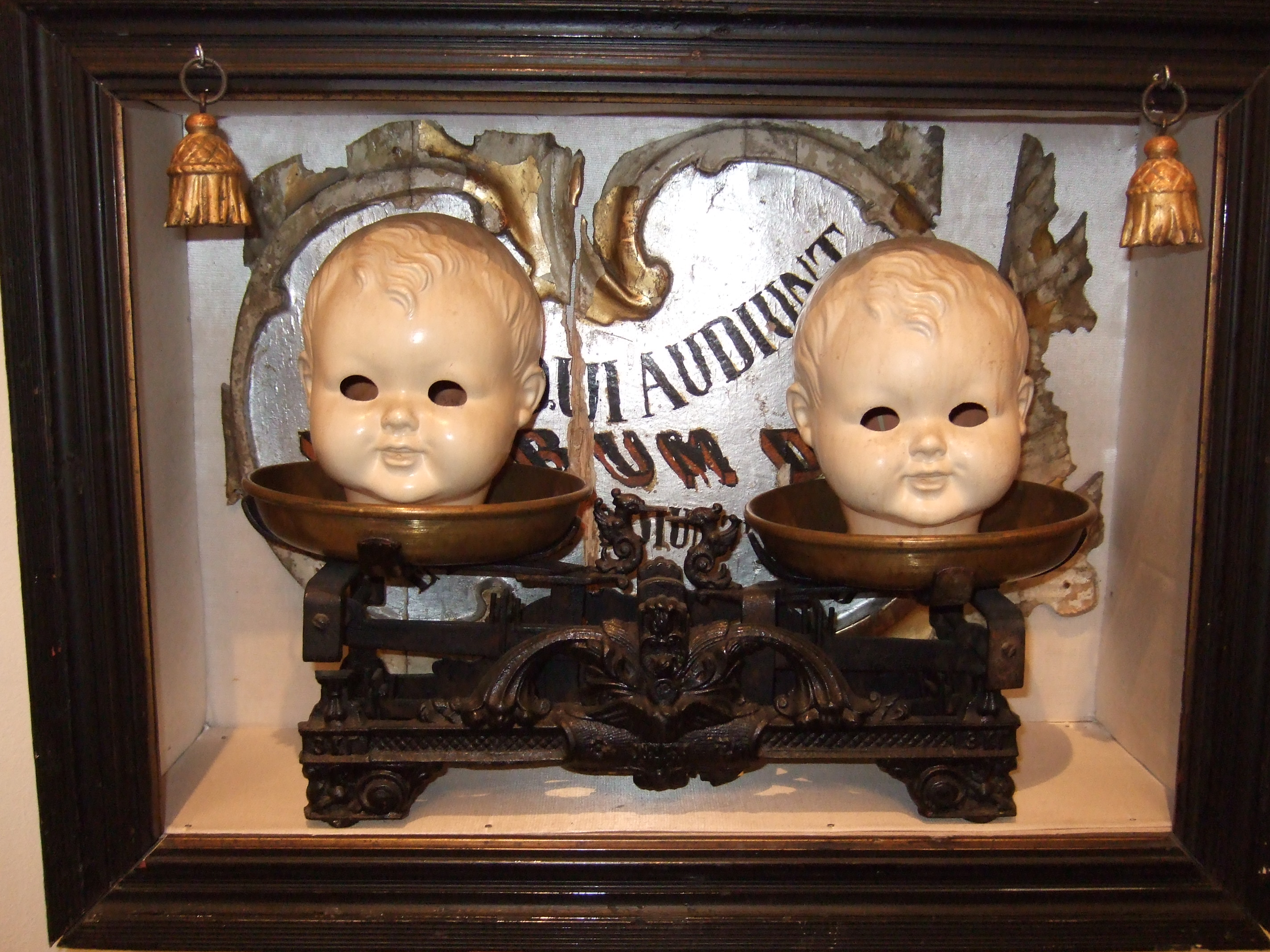